# Баттулга Галмандах
Баттулга Галмандах (монг. Баттулга Галмандах; род. 6 октября 1982, Улан-Батор) — монгольский и российский композитор, дирижёр. Лауреат Государственной премии Правительства Республики Бурятия в области культуры и искусств. Заслуженный деятель искусств Республики Бурятия.

## Биография
Баттулга Галмандах родился в Монголии в Улан-Баторе в семье известного монгольского композитора Лувсанцэрэна Галмандаха, автора 1000 детских песен. По собственному признанию с детства любил рок, а первой, освоенной на гитаре, песней была композиция «Don’t Cry» группы Guns N’Roses. Во время учёбы в Монгольском государственном университете культуры и искусства проявился интерес к народной и национальной музыке, к национальным монгольским инструментам: моринхуру, лимбе. В 2006 году поступил в Восточно-Сибирскую академию культуры и искусств на специальность «артист оркестра и дирижёр», с этого же года был приглашён к сотрудничеству с театром Байкал, который возглавил в качестве музыкального руководителя театра и дирижёра оркестра в 2012 году.

## Достижения
В 2013 году выступил композитором фильма «Отхончик. Первая любовь (2013)» (реж. Баир Дышенов), в следующем году — композитором фильма «Степные игры (2014)», и в 2019 году написал музыку к фильму «Шарнохой — жёлтый пёс»
В 2014 году на сцене театра Байкал был поставлен масштабный спектакль «Эхо страны Баргуджин Тукум», музыку к которому написал Баттулга Галмандах.